# 옥트레오티드
옥트레오티드(Octreotide)는 약리학적으로 자연적인 소마토스타틴을 모방하는 octapeptide 중의 하나로 성장 호르몬, 글루카곤, 및 인슐린에 대하여 천연 호르몬보다 더 강한 억제제이다. 1979년 화학자 Wilfried Bauer에 의하여 최초로 합성되었다. 산도스타틴(Sandostatin)이라는 상표명이 있다.